# Proto-prog
Proto-prog o también conocido como proto-progresivo es un subgénero musical a medio camino entre la música clásica contemporánea pero que comúnmente se refiere este término originado en la década de 1960; a los inicios de los primeros grupos o también llamado como "la primer ola del rock progresivo" [cita requerida], sin embargo estos grupos no necesariamente influyeron en los inicios del género pero si fueron precursores del mismo o que influyeron mucho en el origen del rock progresivo.
Los orígenes del género se remontaron en el rock, la música progresiva, la música de cámara, el rock psicodélico, y otros géneros que no necesariamente empleaban el rock pero si otros géneros musicales vanguardistas. [cita requerida]
Los grupos y músicos considerados parte del subgénero se encuentran: The Beach Boys, The Beatles, The Moody Blues, King Crimson, The Byrds, The Nice, Soft Machine, The Zombies, entre otros.

## Artistas de la escena
En el siguiente listado se encuentran algunos grupos y músicos que fueron o se consideraron parte de la escena del proto-prog en orden alfabético:
- Bakerloo
- Brainbox
- Buffalo Springfield
- Deep Purple
- Frank Zappa
- Giles, Giles and Fripp
- H. P. Lovecraft
- Kaleidoscope
- King Crimson
- Pink Floyd
- Silver Apples
- The Mothers of Invention
- The Beach Boys
- The Beatles
- The Byrds
- The Crazy World of Arthur Brown
- The Doors
- The Jimi Hendrix Experience
- The Moody Blues
- The Move
- The Who
- The Zombies
- Vanilla Fudge